# Hugo Suolahti
Viktor Hugo Suolahti (tidligere Palander; født 7. oktober 1874 Tavastehus, død 23. februar 1944 Helsingfors), var en finsk sprogforsker, bror til Gunnar Suolahti. 
Suolahti blev student 1892, cand. mag. 1896, Dr. phil. 1899, docent 1901 og professor 1911 i germansk filologi. Han blev vicerektor for Helsinki Universitet 1917, rektor 1923 og universitetskansler 1926. Rigsdagsmand 1919 var han medlem af både politiske og akademiske udvalg og foreninger. 
Af Suolahtis publikationer skal nævnes: Die althochdeutschen Tiernamen I (1899), Der französiche Einfluss auf die deutsche Sprache im 12. Jahrhundert (1902), Die deutschen Vogelnamen (1909).